# Национальный орден Заслуг (Алжир)
Национальный орден Заслуг — высшая государственная награда Алжира.

## История
Национальный ордена Заслуг был учреждён 2 января 1984 года на основании закона № 84-02 с целью вознаграждения алжирских граждан за выдающиеся заслуги в гражданской, общественной или военной областях деятельности.

## Статут
Орден имеет сложную структуру – три достоинства и три класса:
- Достоинства:
  - Sadr (гроссмейстер)
  - Amid (канцлер)
  - Athir
- Классы:
  - Ahid (командор)
  - Djadir (офицер)
  - Achir (рыцарь)

По своему положению Президент Алжира становится обладателем достоинства Sadr Национального ордена Заслуг, возглавляя орденский Совет, формируя пятилетнюю квоту и санкционируя выпуск наград.
Орден вручается только гражданам Алжира, в исключительных случаях главам иностранных государств, а также иностранным гражданам, способствовавшим повышению престижа алжирского государства за рубежом, которые могут быть награждены достоинством Athir вне предусмотренных квот.
Алжирские граждане получают орден строго последовательно от низшего класса к высшему. Класс Achir вручается по истечение 10 лет безупречной службы, затем класс Djadir по истечении ещё пяти лет, класс Ahid – через три года, для получения достоинства Athir ещё три года безупречной службы.

## Описание

### Достоинства

#### Athir

Знак ордена класса Athir

Знак ордена – восьмиконечная звезда с лучами в виде цветка лотоса зелёной эмали, между которыми штралы в виде двугранного заострённого лучика. В центре круглый медальон зелёной эмали с бортиком в котором надпись на арабском языке в две строки. Знак, при помощи переходного звена в виде венка из двух лавровых ветвей зелёной эмали во главе которого круглый медальон с изображением полумесяца и пятиконечной звезды красной эмали, крепится к орденской ленте.
Реверс знака матированный.

### Классы
Знак ордена – восьмиконечная звезда с лучами в виде цветка лотоса, между которыми штралы в виде двугранного заострённого лучика. В центре круглый медальон с бортиком в котором надпись на арабском языке в две строки. Знак, при помощи переходного звена в виде венка из двух лавровых ветвей во главе которого круглый медальон с изображением полумесяца и пятиконечной звезды, крепится к орденской ленте.
Реверс знака матированный.
Орденская лента шёлковая муаровая. Имеет отличия для каждого класса.